# Pula Nikolao Pula
Pulaali’i Nikolao Pula, né le 31 décembre 1955, est un homme politique des Samoa américaines. Il travaille de 1993 à 2022 au Bureau des affaires insulaires (OIA), dont il est le directeur de 2002 à 2022. Candidat à l'élection de 2024 au poste de gouverneur des Samoa américaines, il bat le sortant Lemanu Peleti Mauga au second tour et prend ses fonctions le 3 janvier 2025.

## Biographie
Benjamin d'une famille de 12 enfants, il suit sa scolarité dans l'archipel jusqu'en 1974 au lycée catholique des frères Maristes. Il poursuit ses études sur le continent américain, en étudiant au Menlo College à Atherton en Californie puis à l'université Brigham Young dans l'Utah. En 1978, au cours de sa deuxième année à BYU Provo, il réalise une mission aux Samoa puis reprend ensuite ses études à l'université George Mason de Fairfax, en Virginie.
Après sa mission, Pula travaille pendant une courte période pour le Fono des Samoa américaines puis s'installe en 1981 à Washington D.C. où il devient assistant spécial du sénateur américain d'Hawaï Daniel Inouye. Il travaille avec Inouye pendant onze ans avant de rejoindre le bureau du délégué des Samoa américaines Fofō Sunia.
Pula a également assisté le sergent d'arme du Sénat américain et a été directeur du service du sous-commission de la Chambre des représentants des États-Unis pour les travaux publics et les transports.
En août 1993, Pula rejoint le département de l'Intérieur des États-Unis, travaillant spécifiquement pour le Bureau des affaires insulaires (OIA). Il travaille comme responsable du secrétariat général de 1993 à 2000 et il est nommé directeur par intérim de l'OIA en 1999 avant d'en prendre officiellement la tête en 2002. Il est alors chargé des « politiques générales concernant les affaires insulaires et la supervision des activités fédérales ». Il est également président des comités conjoints de gestion économique avec la Micronésie et avec les Îles Marshall. Il démissionne de son poste de directeur de l'OIA en 2022, après avoir critiqué la nomination par le président Joe Biden de la Portoricaine Carmen Cantor au poste de secrétaire adjointe de l'OIA.
En mars 2024, Pula annonce sa candidature à l'élection du gouverneur des Samoa américaines de 2024. Il choisit Pulu Ae Ae Jr. comme colistier et affronte le titulaire Lemanu Peleti Mauga lors des élections générales. Pula reçoit 42,4 % des suffrages contre 36,2 % pour Mauga (4 284 voix contre 3 660), ce qui donne lieu à un second tour deux semaines plus tard, lors duquel il conforte son avance sur Mauga avec 59,8 % des voix. Il prend ses fonctions le 3 janvier 2025.